# Championnat d'Uruguay de rugby à XV
Le championnat d'Uruguay de rugby à XV rassemble l'élite des clubs uruguayens. Ce championnat est dénommé Première Division (Primera División). Le titre est attribué deux fois par saison avec un tournoi d'ouverture disputée par neuf équipes en matchs aller. Une phase finale recueille les quatre meilleurs clubs pour des demi-finales et une finale. Un deuxième tournoi, le tournoi de clôture, est organisé à l'identique.

## Equipes engagées lors de la saison 2024
- Carrasco Polo Club (Montevideo)
- Los Ceibos Rugby Club (Montevideo)
- Champagnat Rugby Club (Montevideo)
- Los Cuervos Rugby (Montevideo)
- Pucaru Stade Gaulois (Montevideo)
- Old Boys & Old Girls Club (Montevideo)
- Old Christians Club (Montevideo)
- Montevideo Cricket Club (Montevideo)
- Colegio Seminario de Montevideo (Montevideo)
- Trébol Rugby Club (Paysandú)
- Lobos de Punta del Este (Punta del Este)
- Círculo de Tenis (Montevideo)

## Palmarès
- 1950 : Old Boys & Old Girls Club
- 1951 : Montevideo Cricket Club
- 1953 : Montevideo Cricket Club
- 1954 : Club Trouville
- 1955 : Colonia Rowing
- 1956 : Montevideo Cricket Club
- 1957 : Old Boys & Old Girls Club
- 1958 : Colonia Rowing, Club Trouville[Note 1]
- 1959 : Old Boys & Old Girls Club
- 1960 : Los Cuervos
- 1961 : Carrasco Polo Club
- 1962 : Old Boys & Old Girls Club
- 1963 : Old Boys & Old Girls Club
- 1964 : Old Boys & Old Girls Club
- 1965 : Old Boys & Old Girls Club
- 1966 : Carrasco Polo Club
- 1967 : Old Boys & Old Girls Club
- 1968 : Old Christians Club
- 1969 : Old Boys & Old Girls Club
- 1970 : Old Christians Club
- 1971 : Club de Rugby La Cachila
- 1972 : Club de Rugby La Cachila
- 1973 : Club de Rugby La Cachila
- 1974 : Club de Rugby La Cachila
- 1975 : Club de Rugby La Cachila
- 1976 : Old Christians Club
- 1977 : Old Christians Club
- 1978 : Old Christians Club
- 1979 : Old Christians Club
- 1980 : Old Christians Club
- 1981 : Carrasco Polo Club
- 1984 : Old Christians Club
- 1985 : Old Christians Club
- 1986 : Old Christians Club
- 1987 : Old Christians Club
- 1988 : Old Christians Club
- 1989 : Old Christians Club
- 1990 : Carrasco Polo Club
- 1991 : Carrasco Polo Club
- 1992 : Carrasco Polo Club
- 1993 : Carrasco Polo Club
- 1994 : Carrasco Polo Club
- 1995 : Carrasco Polo Club
- 1996 : Carrasco Polo Club
- 1997 : Carrasco Polo Club
- 1998 : Carrasco Polo Club
- 1999 : Carrasco Polo Club
- 2000 : Carrasco Polo Club
- 2001 : Carrasco Polo Club
- 2002 : Carrasco Polo Club
- 2003 : Carrasco Polo Club
- 2004 : Carrasco Polo Club
- 2005 : Carrasco Polo Club
- 2006 : Carrasco Polo Club
- 2007 : Old Christians Club
- 2008 : Carrasco Polo Club
- 2009 : Carrasco Polo Club
- 2010 : Old Boys & Old Girls Club
- 2011 : Carrasco Polo Club
- 2012 : Carrasco Polo Club
- 2013 : Old Boys & Old Girls Club
- 2014 : Carrasco Polo Club
- 2015 : Old Christians Club
- 2016 : Old Christians Club
- 2017 : Old Christians Club
- 2018 : Trébol Rugby Club
- 2019 : Old Christians Club
- 2020 : Carrasco Polo Club
- 2021 : Old Boys & Old Girls Club
- 2022 : Trébol Rugby Club
- 2023 : Old Christians Club[2]

## Bilan
| Club                      | Titre(s) | Premier(s) - Dernier(s) |
| ------------------------- | -------- | ----------------------- |
| Carrasco Polo Club        | 28       | 1952-2020               |
| Old Christians Club       | 21       | 1968-2023               |
| Old Boys & Old Girls Club | 16       | 1950-2021               |
| Club de Rugby La Cachila  | 5        | 1971-1975               |
| Montevideo Cricket Club   | 3        | 1951-1956               |
| Club Trouville            | 3        | 1954-1958               |
| Trébol Rugby Club         | 2        | 2018-2022               |
| Colonia Rowing            | 2        | 1955-1958               |
| Los Cuervos               | 1        | 1960                    |